# گراهام فنتون
گراهام فنتون (انگلیسی: Graham Fenton؛ زادهٔ ۲۲ مهٔ ۱۹۷۴) بازیکن فوتبال اهل بریتانیا است.
از باشگاه‌هایی که در آن بازی کرده‌است می‌توان به باشگاه فوتبال وست برومویچ آلبیون، باشگاه فوتبال استوک سیتی، باشگاه فوتبال بلیث اسپارتانس، باشگاه فوتبال بلکبرن روورز، باشگاه فوتبال دارلینگتون، باشگاه فوتبال سنت میرن، باشگاه فوتبال استون ویلا، باشگاه فوتبال بلکپول، باشگاه فوتبال والسال، و باشگاه فوتبال لستر سیتی اشاره کرد.
وی همچنین در تیم ملی فوتبال زیر ۲۱ سال انگلستان بازی کرده‌است.